# Menapii
De Menapii (Ndl.: Menapiërs, soms Menapen) was een Keltische volksstam die ten tijde van de Gallische Oorlog (58-50 v.Chr.) in de Schelde-, Maas- en Rijndelta in het noordwesten van Belgisch Gallië woonde; ook ten noorden van de Rijn hadden zich Menapii gevestigd en hun zuidelijk grensgebied moet ergens in de huidige Vlaamse polders hebben gelegen. Het grondgebied van de Menapiërs grensde ten tijde van Caesar in het oosten aan dat van de Eburones, in het zuiden aan dat van de Morini, waarmee ze meestal samen worden genoemd. De Schelde lijkt de grens te zijn geweest met stammen zoals de Nervii. Ten westen was de Noordzee een natuurlijke grens. Bij het interpreteren van de gegevens uit de Commentarii van Gaius Iulius Caesar moeten we er rekening mee houden dat de kustlijnen en de Delta er ten tijde van Caesars veroveringen tweeduizend jaar geleden totaal anders uitzagen dan nu (de Westerschelde bijvoorbeeld bestond nog niet en de smalle rivier de Schelde mondde uit in de Maas) en dat de toestand later nog geregeld veranderde. Zo is Domburg bijvoorbeeld pas in de middeleeuwen dusdanig afgekalfd, dat een tempel gewijd aan een Keltische godin geheel onder water verdween.
Volgens Ptolemeus kwamen ook Menapii voor in een gebied aan de zuidoostkust van Ierland, waar zelfs de kustplaats Menapia naar hen was genoemd.

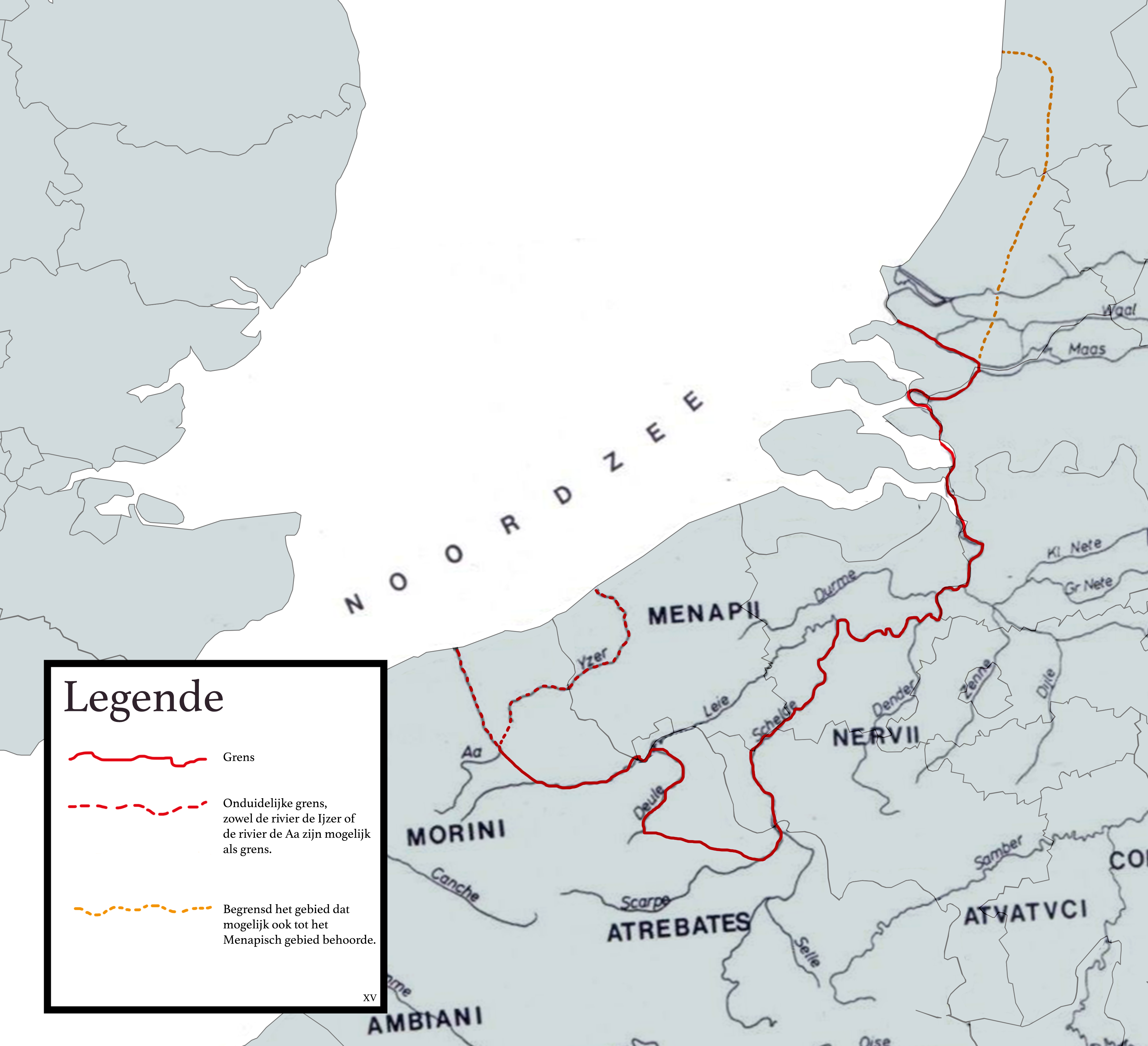
Het Menapisch gebied op een hedendaagse kaart.

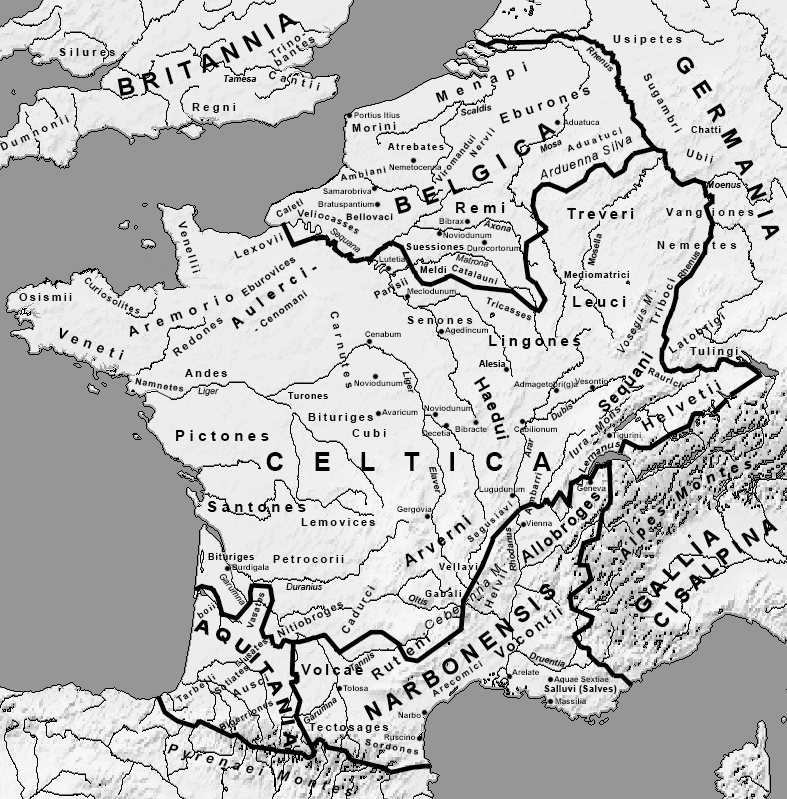
Spreiding Keltische stammen onder Romeins bewind

## Leefgebied
De Menapii bewoonden een onherbergzame streek, waardoor de bevolkingsdichtheid klein was: zij konden in 57 v.Chr. 9000 strijders op de been brengen, de Morini bijvoorbeeld 25 000, de Nervii 50 000. Onder princeps Augustus gaven zij hun naam aan een van de civitates van Gallia Belgica. Die civitas Menapiorum lag meer naar het zuiden en had als bestuurlijk centrum Castellum Menapiorum (Kassel (Cassel), N.-Fr.). In de late keizertijd verplaatste men het bestuurlijk centrum naar Doornik (Tournai) (Turnacum) en de naam werd civitas Turnacensium. De grenzen daarvan bleven tot aan het concilie van Trente bewaard in die van het middeleeuwse bisdom Doornik.
De Menapii waren kustbewoners en beschikten over boten. Het land waarin ze leefden was overdekt met bossen, venen en moerassen. Strabo deelt het interessante detail mee dat deze bossen geen grote bomen bevatten, maar dicht waren en "doornig". De bevolking zelf bracht zich, telkens wanneer Caesar probeerde hen definitief te onderwerpen, met bezittingen en veestapel, in veiligheid in de onherbergzame moerasbossen, waarin het leger niet kon doordringen. Anderzijds hadden zij ook land ontgonnen voor landbouw. Menapiërs hadden op de andere oever van de Rijn "akkers, boerderijen en woonkernen" en Caesar vertelt hoe hij hun oogsten en huizen vernielde aan de zuidelijke grens. De Menapii deden in de zomer aan zoutwinning. Zout bleef een van hun belangrijke handelsproducten tijdens de keizertijd. Menapische ham werd een begeerde lekkernij en men produceerde toen reeds in dit gebied, het latere Vlaanderen, kwaliteitstextiel voor de uitvoer. Ondanks het feit dat er reeds voor de Romeinse invallen een zeker commerciële activiteit moet zijn geweest, sloegen de Menapii zelf geen munten. Andere Belgische stammen zoals de Nervii deden dit wel, de meest zuidelijke Belgae reeds vanaf de tweede eeuw v.Chr.

## Caesar
Aangezien de Menapii geen geschreven bronnen hebben achtergelaten, moet de informatie ergens anders gezocht worden. Dankzij enkele schaarse archeologische vondsten weten we wat meer over de stam. Maar de meeste informatie krijgen we van Caesar. In het kader van zijn persoonlijke politieke ambitie en carrière, besloot hij in 58 v.Chr. om heel Gallië te onderwerpen. Caesar beschreef de verschillende fases van deze veroveringen in een unieke bron, namelijk De Bello Gallico. Zijn beeld en perceptie van de vele stammen en hun gewoontes, woongebieden, manier van leven, wordt hier geschetst. Enkele Belgische stammen, waaronder de Menapii, vormden een coalitie tegen de Romeinse invallen. Hier vermeldt Caesar dat de Menapii met 9000 waren. Het verschil met de Nervii bijvoorbeeld, die met 50.000 soldaten waren, is duidelijk.
Toch heeft het veel langer geduurd eer Caesar de Menapii kon overwinnen. De Belgische coalitie viel vrijwel onmiddellijk uiteen, en zo kon Caesar zeer snel successen boeken. De Menapii werden uiteindelijk overwonnen in 53 v. Chr., maar dit was pas gelukt na verschillende pogingen van de Romeinen. De Menapii hadden dit te danken aan de geografie van hun woongebied en doordat het zo dunbevolkt was. Door de vele moerassen en bossen die er waren, was dit gebied niet gemakkelijk te veroveren. Daar maakten ze dan ook gebruik van, ze trokken zich diep terug in de bossen met enkele voorname bezittingen en lieten de nederzettingen zo goed als leeg achter. Deze verschroeide aarde tactiek hebben ze verschillende keren toegepast. Als reactie hierop verwoestten de Romeinen de velden en gewassen, brandden ze de dorpen neer, hakten ze stukken bos weg. Dit had niet veel resultaat in het begin voor de Romeinen, maar voor de Menapii was deze situatie allesbehalve gunstig om te overleven. Toen rond 55 v.Chr. de Germanen binnenvielen via de Rijn, waren de Menapii al veel verzwakt, en konden ze niet veel weerstand bieden. Als gevolg van deze Germaanse inval trokken ze zich terug naar het zuidwesten, wat gebiedsverlies in het noorden betekende.
In 54 v.Chr. brak er een opstand uit tegen de Romeinse overheersing, die geleid werd door Ambiorix, stamhoofd van de Eburones. Aangezien de Eburones en de Menapii aan dezelfde kant stonden, wilde Caesar absoluut vermijden dat ze elkaar zouden helpen of dat Ambiorix zich zou verstoppen in het bosrijke gebied van de Menapii. Daarom besloot Caesar in 53 v.Chr. om met 5 legioenen de Menapii aan te vallen, waarna hij de Eburones op de knieën wilde krijgen. De Menapii trokken zich zoals de vorige keren terug in de bossen, maar deze keer hadden de Romeinen meer resultaat. Ze vielen langs drie zijden aan, vernielden alles, staken alles in brand, en namen vele mensen gevangen. Daarop gaven de Menapii zich over en kwamen ze onder de Romeinse heerschappij te staan. Caesar liet de Atrebaat Commius met ruiterij ter plaatse en vertrok zelf naar de Treveri. We vernemen dat Caesar de Morini aan Commius had “gegeven”, maar van de Menapii is dan geen sprake en evenmin worden ze vernoemd onder de stammen die manschappen leverden voor het ontzettingsleger van Alesia, hoewel Commius – die Caesar afvallig was geworden – bij de rekrutering een belangrijke rol speelde.

## Romeinse Rijk
Hierna werd Gallia ingedeeld in verschillende provinciae, die op hun beurt werden ingedeeld in verschillende civitates. De provincia Gallia Belgica werd onder Augustus onderverdeeld in verschillende civitates, waarvan het Civitas Menapiorum er één was. De hoofdstad was Castellum Menapiorum, dit is het huidige Kassel in het noordwesten van Frankrijk. Dankzij de archeologie weten we dat er een grote continuïteit was inzake de bewoningsstructuren, ondanks de romanisatie. De vroegere nederzettingen van de Menapii werden omgevormd naar kleine dorpjes, zoals Sint-Martens-Latem, dat vandaag de dag nog steeds bestaat. Enkele Romeinse vici die met de tijd steeds meer en meer geromaniseerd werden waren onder andere Cortoriacum (het huidige Kortrijk), Kruishoutem en ook de streek rond Gent.
Ten tijde van het principaat werden Menapii door het Romeinse leger gerekruteerd voor de auxilia (hulptroepen die werden toegevoegd aan de legioenen). Enkele inscripties met verwijzingen naar de cohors I Menapiorum (de eerste cohorte der Menapiërs) werden teruggevonden in Britannia en Parijs.
Tot de economische activiteit in de Civitas Menapiorum behoorde de zoutproductie. In de boomloze moerasvlakten langs de getijdengeulen waren zoutzieders genoodzaakt artificiële verhitting te gebruiken. Het complexe proces steunde op briquetage: grof aardewerk waarin zeewater en pekel werd opgewarmd en dat nadien werd gebroken en weggegooid.
In de late keizertijd werd Castellum Menapiorum vervangen door de nieuwe hoofdstad Turnacum, dit is het huidige Doornik in het westen van de provincie Henegouwen in het huidige België. Als gevolg hiervan kreeg de Civitas Menapiorum een nieuwe naam. Ze werd genoemd naar haar nieuwe hoofdstad, namelijk Civitas Turnacensium. De grenzen van het bisdom Doornik gaf in de middeleeuwen ongeveer het gebied aan van de Civitas Menapiorum. In de toponymie zijn de Menapii ook nog een tijdje blijven voortleven, een deel van het bisdom Doornik heette in de middeleeuwen namelijk Pagus Mempiscus.

## Bekende Menapiërs
- Marcus Aurelius Mausaeus Carausius, Romeins usurpator in Brittania en een deel van Gallia Belgica, vermoord in 293

## ”De Gallische Hoeve”
Te Destelbergen staat een reconstructie van een Menapische late-ijzertijdnederzetting zoals Caesar ze mogelijk heeft gezien.

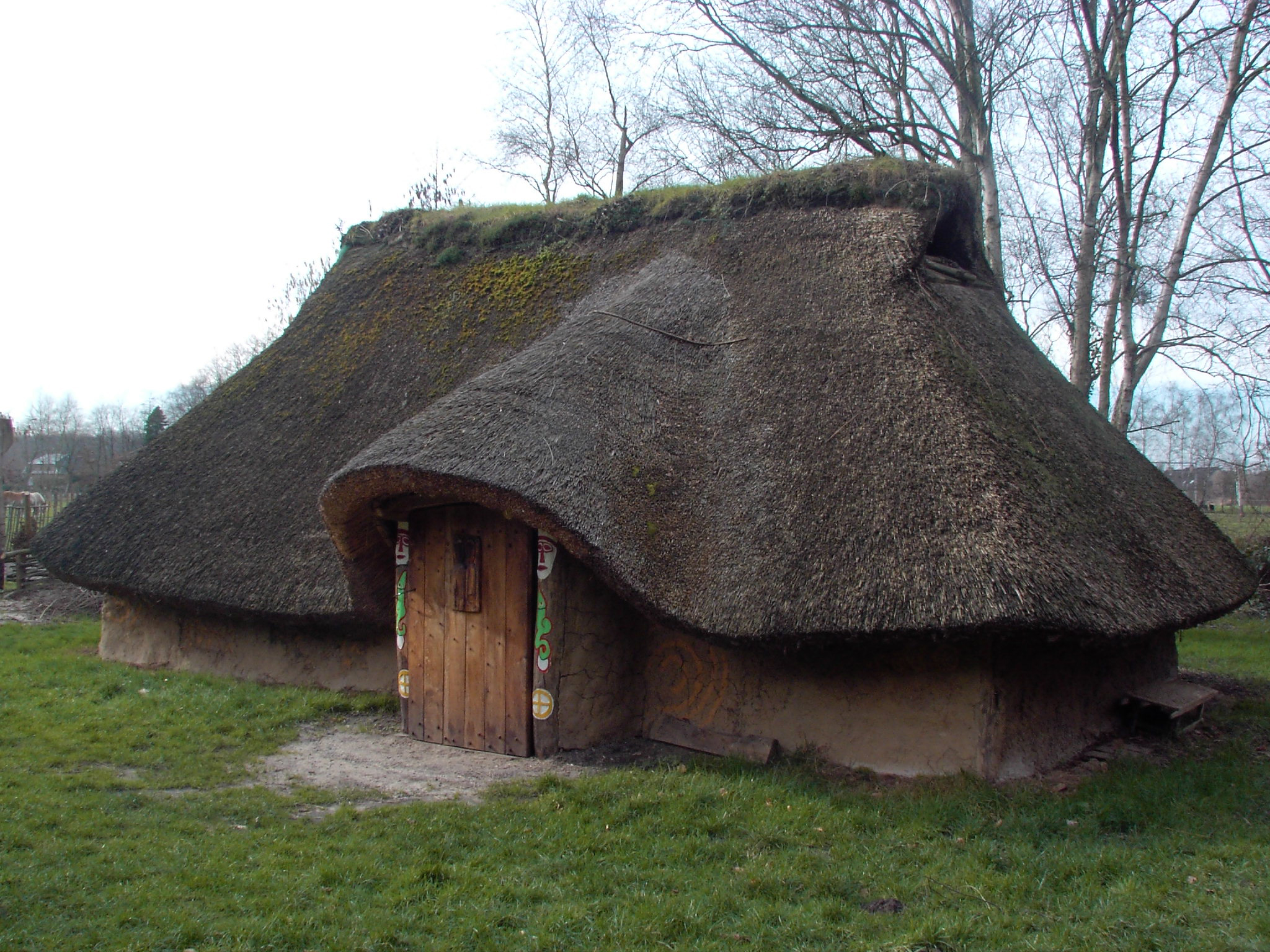
”De Gallische Hoeve”.

## Na de val van het West-Romeinse Rijk

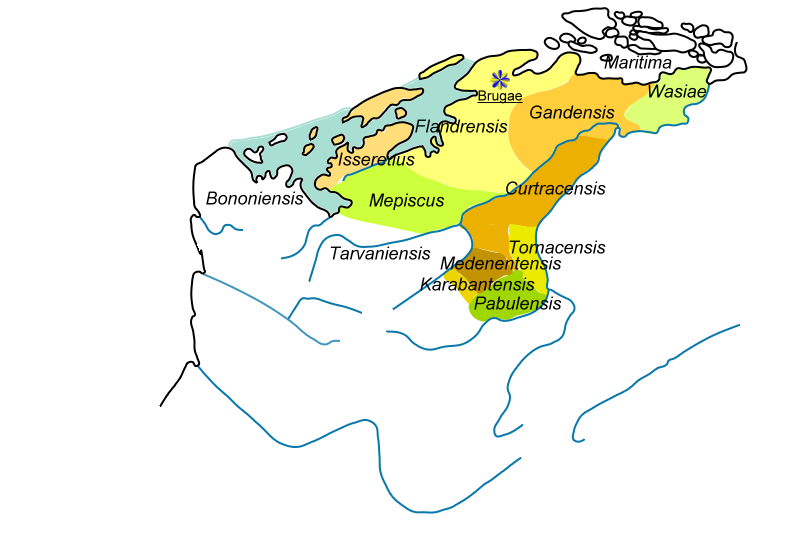
Frankische gouwen uitgaande van het land der Menapiërs

Na de val van het West-Romeinse Rijk, deelden de Merovingers en Karolingers, de Frankische heersers, het land der Menapiërs (civitas Menapiorum of civitas Turnacensium) in in verschillende gouwen (pagi). In de vroege Middeleeuwen ging het om de volgende pagi:
- Pagus Flandrensis of Vlaanderengouw: niet te verwarren met het graafschap Vlaanderen, later in de Middeleeuwen, dat uitgebreider was
- Pagus Mempiscus of Mepsegouw. Mempiscus of Mempisque is hier in de strikte betekenis gebruikt. In de brede betekenis duidt het op het ganse land der Menapiërs.
- Pagus Gandensis of Gentgouw
- Pagus Wasia of Waasgouw
- Pagus Curtracensis of Kortrijkgouw
- Pagus Tornacensis of Doornikgouw
- Pagus Pabulensis of Pevelen (Pévèle), later tijdens de Middeleeuwen opgenomen in de Kasselrij Rijsel
- Pagus Karabantensis of Karabant (Carembault), later opgenomen in de Kasselrij Rijsel
- Pagus Medenentensis of Medeland (Middengouw; in het Frans Mélantois). Deze gouw lag in het midden van andere gouwen en geraakte later opgenomen in de Kasselrij Rijsel.

## Voetnoten
1. ↑  Caesar, Commentarii de bello Gallico IV 4; Strabo, Geographia IV 3.4.
2. ↑  Caesar, D.B.G. IV 6.4; VI 33.1.
3. ↑  Caesar, D.B.G. II 4.8-9.
4. ↑  Tacitus, Historiae IV 28: beneden de Maas.
5. ↑  Caesar, D.B.G. IV 4.7.
6. ↑  Caesar, D.B.G. IV 38.3: densissimas silvas – bijzonder dichte bossen, III 28.2: continentes silvas ac paludes – onafgebroken bossen en moeren, VI 5.4: perpetuis paludibus silvisque muniti – door eindeloze moeren en bossen beschermd en 7: Illi, nulla coacta manu, loci praesidio freti, in silvas paludesque confugiunt. – Die trommelen geen troepen op, maar vluchten, vertrouwend op de bescherming van het terrein, in bossen en moeren.
7. ↑  Strabo, Geogr. IV 3.4-5.
8. ↑  Caesar, D.B.G. IV 4.2.
9. ↑  Caesar, D.B.G. IV 38.3.
10. ↑  CIL XI 390.
11. ↑  Martialis, XIII 54, Edictum Diocletiani IV 8.
12. ↑  Pirenne (1902): p. 9:De hammen der Menapiërs waren vroegtijdig befaamd en, in de laaglanden der Schelde, waar de lakenweverij een zoo buitengewonen voorspoed moest bereiken, werden, behalve linnen stoffen, reeds wollen mantels (birri) gemaakt, die tot generzijds de Alpen graag gewild werden.
13. ↑  Caesar, D.B.G. VI 5-6.
14. ↑  Caesar, D.B.G. VII 75-76.
15. ↑  P.M. Duval, Les inscriptions antiques de Paris, Parijs, 1960.
16. ↑  Michiel Dekoninck, Romeinse zoutproductie in de civitas Menapiorum. Een studie naar het technologische proces op de zoutproductiesites aan de hand van het briquetageaardewerk uit de regio Zeebrugge-Dudzele , masterscriptie archeologie, Universiteit Gent, 2017. Gearchiveerd op 7 juli 2022.

### Primaire bronnen (in vertaling)
- P.M. Duval, Les inscriptions antiques de Paris, Parijs, 1960.
- S.A. Handford (ed. trad), Caesar, The conquest of Gaul, Harmondsworth, 1963.

### Encyclopedia
- C. Andresen – H. Erbse – e.a. (edd.), Lexicon der alten Welt, Zürich – Stuttgart, 1965, col. 1996.
- S.A. Cook – e.a. (edd.), The Cambridge Ancient History. Volume IX: The Roman Republic, 133-44 BC, Cambridge, 1932, pp. 554–564.
- J. Hoops – H. Beck – e.a (edd.), Reallexikon der Germanischen Altertumskunde, Berlijn, 1973, pp. 527–529.
- J. Nuchelmans – e.a. (edd.), Woordenboek der Oudheid. Encyclopedisch overzicht van de Grieks-Romeinse wereld, het oude Nabije Oosten, het oude Egypte, het vroege christendom, Bussum, 1969-1970, col. ?.
- K. Ziegler – W. Sontheimer – H. Gärtner (edd.), Der Kleine Pauly. Lexicon der Antike. Auf der Grundlage von Pauly’s Realencyclopädie der classischen Altertumswissenschaft, München, 1979, col. 1222-1223.

### Secundaire bronnen
- W. de Clercq, Over vlees en Bloed. Menapische boeren en soldaten aan de rand van het Romeinse Rijk, Oostkamp, 2012.
- S.J. de Laet, Survivances préhistoriques à l’époque gallo-romaine dans les cites des Nerviens et des Ménapiens, in Analecta Archaeologica: Festschrift Fritz Fremersdorf, 1960, pp. 115–120.
- S.J. de Laet, De voorgeschiedenis der Lage Landen, Groningen, 1959.
- S.J. de Laet, Les limités des cités des Ménapiens et des Morins, in Helenium 1 (1961), pp. 20–34.
- A. Grenier, Les Gaulois, Parijs, 1970.
- D. Horst – G. Rigobert, Römische Geschichte bis 467, Berlijn, 1979.
- J. Huyttens, Etudes sur les moeurs, les superstitions et le language de nos ancêtres, Gent, 1861.
- A.C.F. Koch, La territoire des Ménapiens, in Tijdschrift voor rechtsgeschiedenis 18 (1950), pp. 19–35.
- P. Lambrechts, La peristance des éléments indigènes dans l’art de la Gaule Belgique, in Le rayonnement des civilisations Grecque et Romaine sur les cultures périphériques. Huitième congrès international d’archéologie classique, Parijs, 1965, pp. 153–163.
- G. Mann – A. Heuss, Universele wereld geschiedenis. Deel 4: De Romeinse wereld, Den Haag, s.a.
- H. Mestdagh, Inleiding tot de micromorfologische studie van mortel-, pleister- en vloerbetonfragmenten in de Civitas Menapiorum, Licentiaatverhandeling Universiteit Gent, 1990.
- Scheers, S., Traité de numismatique celtique. II. La Gaule Belgique, Parijs, 1977.
- R.J.A. Talbert (ed.), Barrington atlas of the Greek and Roman world, Princeton, 2000.
- J.P.A. van der Vin, Het geld van Grieken en Romeinen. Inleiding in de antieke numismatiek, Leuven, 1984.
- Wim van Es, De Romeinen in Nederland, Bussum, 1972.
- J. van Heesch, Muntcirculatie tijdens de Romeinse tijd in het noordwesten van Gallia Belgica ca. 50 v.Chr.- 450 n.C.: De civitates van de Nerviërs en de Menapiërs, Brussel, 1998.